# Железничка станица Наумовићево
Железничка станица у Наумовићеву (оновремени Шомчићев салаш), у близини Суботице, подигнута је 1910. године. Зграда представља непокретно културно добро као споменик културе. Налази се у насељу Биково у граду Суботици. Пруга се наставља у једном смеру ка Суботици и у другом према Жеднику. Железничка станица Наумовићево састоји се из 5 колосека.
Током прве деценије 20. века, станичне постаје уз расуте салаше у околини Суботице добијају своје станичне објекте. Године 1910. израђени су пројекти за типске станичне објекте. Овај објекат по стилским карактеристикама припада струјањима мађарске варијанте сецесије, која око 1910. године прихвата све више концепције европске Модерне уз елиминисање елемената народног фолклора. Објекат је по архитектонској конструкцији, складном распореду маса и наглашеним вертикализмом, естетским елементима и зналачки спроведеним декорацијама зидних површина, свакако једно од успелијих решења типских станичних објеката са функционалним распоредом простора. 
Приземље је искључиво предвиђено за пословни простор и за комуникацију путника, док је спратни део стамбени простор. Главна комуникација путника је у централном делу који је на фасадама, прочеоној и зачеоној страни наглашен ризалитима са порталима и у спратном делу са вертикалним тракама у декоративној фасадној опеци.